# Gregorio Flores
Gregorio "Goyo" Flores (Puesto de Cejas, Córdoba, Argentina, 24 de abril de 1934 - Ciudad de Córdoba, 10 de noviembre de 2011) fue un dirigente sindical y político trotskista argentino.
Como parte de la dirección del sindicato SITRAC participó activamente en el Viborazo de 1971. Luego fue detenido y enviado al penal de Rawson por su actividad gremial.
Fue simpatizante del Partido Revolucionario de los Trabajadores hasta entrado el Proceso, período en el que se incorporó al Partido Obrero. En 1983 fue, en fórmula con la referente de derechos humanos Catalina Guagnini, candidato a Presidente de la Nación por esa organización, la que integró hasta su muerte.